# Ciência do espaço

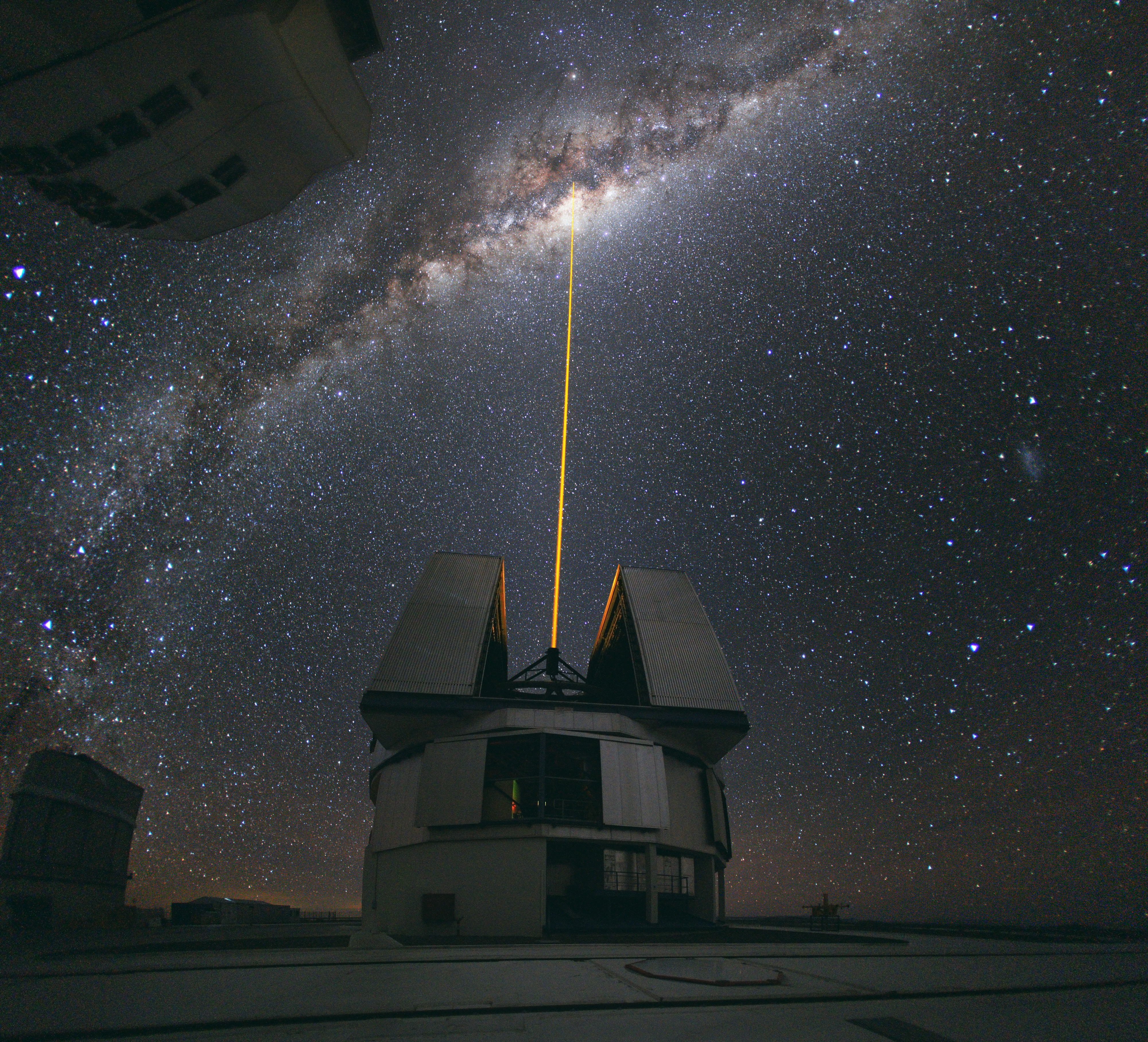
Observatório Paranal, Província de Antofagasta, Chile.

A ciência do espaço, ou as ciências do espaço, são os campos da ciência que se concentram no estudo do espaço exterior. Dentre os campos da ciência do espaço seus principais são:
- Astronomia e Astrofísica
- Exobiologia
- Ambiente microgravitacional
- Física do plasma
- Ciência planetária (considerada um subcampo da Astronomia e da Geofísica)
- Transporte no espaço
  - Foguete
  - Propulsão de naves espaciais
  - Tecnologia de lançamento de foguetes
  - Viagem interplanetária
  - Viagem interestelar
  - Astrodinâmica

- Exploração espacial
  - Missões espaciais não tripuladas
  - Missões espaciais tripuladas

- Colonização espacial

Além disso, a ciência do espaço se relaciona a outros campos, da biologia de organismos em ambientes espaciais à geologia de outros corpos ou planetas (astrogeologia), assim como a física nuclear no espaço interestelar e dentro das estrelas.